# Valenciennes FC
Valenciennes Football Club – francuski klub piłkarski z siedzibą w Valenciennes. Rozgrywa swoje spotkania na Stade du Hainaut.

## Historia
Klub został utworzony w 1915 jako Valenciennes Football Club. Rok później zmienił nazwę na Union Sportive Valenciennes-Anzin (USVA). W 1933 utworzono sekcję zawodową. W 1993 w wyniku skandalu korupcyjnego klub został zdegradowany do Ligue 2. Zaczął się wtedy upadek klubu, którego kulminacją była rozwiązanie sekcji zawodowej w 1996. W tym samym roku zmieniono nazwę na Valenciennes Football Club. W 2005 r. przywrócona została sekcja zawodowa oraz klub awansował do Ligue 2. Rok później klub awansował do Ligue 1.

## Osiągnięcia
- Finał Pucharu Francji: 1951
- Mistrz drugiej ligi francuskiej: 1972, 2006

## Skład w sezonie 2017/18
Stan na: 4 września 2017 r.
| Nr | Poz. | Piłkarz                                |
| -- | ---- | -------------------------------------- |
| 1  | BR   | Nicolas Kocik                          |
| 2  | OB   | Baptiste Aloé                          |
| 3  | PO   | Eloge Enza-Yamissi                     |
| 5  | PO   | Johann Ramaré                          |
| 6  | PO   | Thiago Xavier                          |
| 7  | PO   | Adil Azbague                           |
| 8  | OB   | Loïc Nestor                            |
| 9  | NA   | Gwenn Foulon                           |
| 10 | PO   | Sébastien Roudet ()                    |
| 11 | PO   | Sigamary Diarra                        |
| 12 | NA   | Lamine Ndao                            |
| 14 | NA   | Lebo Mothiba (wypożyczony z Lille OSC) |
| 15 | OB   | Chérif Quenum                          |
| 16 | BR   | Damien Perquis                         |

| Nr | Poz. | Piłkarz               |
| -- | ---- | --------------------- |
| 17 | OB   | Loris Néry            |
| 18 | PO   | Lossémy Karaboué      |
| 19 | PO   | Elhadj Dabo           |
| 20 | NA   | Steve Ambri           |
| 22 | PO   | Tony Mauricio         |
| 23 | NA   | Lenny Nangis          |
| 24 | OB   | Ahmed Kantari         |
| 26 | OB   | Jordan Pierre-Charles |
| 27 | NA   | Mehdy Guezoui         |
| 28 | OB   | Laurent Dos Santos    |
| 30 | BR   | Cyrille Merville      |
| 32 | OB   | Sikou Niakaté         |
| 33 | NA   | Jorris Romil          |
| -- | PO   | Julien Masson         |